# Werner (margrabia Marchii Północnej)
Werner z Walbeck (ur. ok. 980/985, zm. 11 listopada 1014 w Allerstedt) – hrabia Walbeck, margrabia Marchii Północnej w latach 1003–1009.

## Życiorys
Werner był synem hrabiego Walbeck oraz margrabiego Marchii Północnej Lotara oraz Godili. Został zaręczony z Liutgardą, córką margrabiego Miśni Ekkeharda I. Potem jednak Ekkehard, który chciał nawiązać koneksje z potężniejszymi rodami, doprowadził do zerwania tych zaręczyn, co doprowadziło do wrogości między Ekkehardem i Lotarem. Podczas wyprawy Ekkeharda do Italii w 998 Werner porwał Liutgardę z Quedlinburga, jednak zmuszony był rozstać się z nią. Dopiero po śmierci Ekkeharda w 1002 Liutgarda powróciła do Wernera. Wkrótce potem, na początku 1003 zmarł ojciec Wernera, a jego matka uzyskała dla niego od cesarza Henryka II Świętego nadanie Marchii Północnej. 
W 1009 z roszczeniami do Marchii Północnej wystąpił u cesarza Dedo, mąż Thietburgi, córki pierwszego margrabiego Marchii Północnej Dytryka. Doszło do konfliktu zbrojnego między Wernerem i Dedonem, podczas którego ten ostatni zginął w listopadzie 1009. Z tego powodu cesarz w święta Bożego Narodzenia 1009 odebrał Wernerowi Marchię Północną i przyznał ją synowi Dytryka, Bernardowi I. Licząc na pomoc w odzyskaniu marchii Werner nawiązał kontakty z przeciwnikiem cesarza Bolesławem I Chrobrym, wskutek czego został oskarżony w 1013 przez cesarza o zdradę. Wkrótce potem zmarł z ran odniesionych przy okazji porwania Reinhildy z Beichlingen (Liutgarda zmarła w 1012). Nie pozostawił potomków.